# 北山名村
北山名村（きたやなむら）は、愛知県丹羽郡にかつてあった村（町村制施行前の村）。
現在の扶桑町山那、小淵にあたる。

## 歴史
『尾張徇行記』によれば、北山名村は木曽川沿いに点在する村で、しばしば洪水に見舞われ石高が減少して、農業だけでは生計が成り立たなく養蚕も早くから行われ、生糸や真綿の行商をしていた。また、周辺の村々とともに馬を多く育てていたことも記録されている。1730年（享保15年）頃には、馬市が盛んであったという記録もある。また、『寛文村々覚書』には「中鵜飼船四艘」の字も見え、鵜飼いも行われていたらしい。

## 沿革
- 1872年（明治4年） - 岩手村と合併し、山那村となる。
- 1889年（明治22年）10月1日 - 山那村と南山名村が合併。山名村発足。
- 1906年（明治39年）10月1日 - 豊国村、高雄村の一部、柏森村の一部と合併し、扶桑村発足。同日山名村は廃止。

## 地理
『天保村絵図』によると、この村は北山名村に枝郷小淵を合わせてできており、人口の割に畑が少なく、半農半商の生活をしていたようである。村の北には御幸通り、堤道が通り、堤の北側には山神が2ヶ所と墓地が見える。現在は墓地はなく、三本松といっていた地と思われる。北側は木曽川を隔てて美濃国鵜沼村、西は岩手村、中般若、南は南山名村と東は木津村と境をなしている。
木曽川畔の村として、昔より水との闘いを重ねてきた地域で、小さな村に8本の猿尾堤をもち、御囲堤沿いの村として生き抜いてきた。北山名村には小淵の渡し（山名の渡し）があった。古くは承久の乱に登場する「九瀬」の一つ「気瀬」（各務原市大伊木）の対岸である。『尾張名所図絵』、『尾張志』にも書かれていることから、かなり古くから渡船場があったことが分かる。
ほかに、小淵の薬師寺にはブチワリ不動尊という石像があり、キリシタン信仰の遺物として、高木村のキリシタン弾圧に関連する貴重な資料と言われている。

## 文化財
- 小淵の渡し跡[2]

## 学校
- 啓明学校（現・扶桑町立山名小学校） - 1873年（明治6年）12月創立[3]。